# 岸田理生
岸田 理生（きしだ りお、女性、1946年3月10日 - 2003年6月28日）は、日本の劇作家、演出家、シナリオ作家、小説家、翻訳家。
本名︰林 寛美（はやし ひろみ）。
小劇場運動の旗手の一人と目された。怪奇幻想的な作風で、小説も書いたほか、テレビドラマのシナリオを多数執筆した。

## 経歴
長野県岡谷市出身。
中央大学法学部卒業。
1974年（昭和49年）、寺山修司が選考委員を務めていた第1回新書館フォアレディース賞を『不眠症の猫』で受賞。それをきっかけに劇団天井桟敷に参加。1983年（昭和58年）に寺山が病没するまでの間、寺山との共作で戯曲『身毒丸』『奴婢訓』『レミング』などを執筆、他に映画『草迷宮』『ボクサー』などの脚本も手掛けた。
一方で、1977年（昭和52年）に早稲田大学演劇研究会で岸田の『墜ちる男』が上演されたのをきっかけに、樋口隆之らと「哥以劇場（かいげきじょう）」を結成し座付き作家となる。1981年（昭和56年）に哥以劇場が解散した翌年には岸田理生事務所を設立、和田喜夫の演出で『ハノーヴァの肉屋』を上演する。それをきっかけに1983年（昭和58年）、和田の率いる「楽天団」と合併し「岸田事務所+楽天団」として活動をはじめる。1984年（昭和59年）に上演した『糸地獄』で第29回岸田國士戯曲賞を受賞。
1988年（昭和63年）には『終の栖・仮の宿』で第23回紀伊國屋演劇賞を受賞。1992年（平成4年）には『糸地獄』がオーストラリアのパース演劇祭、アデレード演劇祭で上演され好評を博す。同年、第1回アジア女性演劇会議に参加する。
1993年（平成5年）に「岸田事務所+楽天団」解散後は「岸田理生カンパニー」を主宰する。1994年、オーストラリアで開催された国際女性劇作家会議に参加する。
2001年（平成13年）2月、前年12月に急逝した如月小春の代理として、第3回アジア女性演劇会議（AWT）の実行委員長を務める。同年12月、世田谷パブリックシアターのシアタートラムで開催された如月小春追悼の記念シンポジウムに参加、その数日後に自宅で倒れ、闘病生活に入る。2003年（平成15年）6月28日、大腸癌で死去。57歳没。

## 没後
2005年（平成17年）、岸田理生カンパニーのメンバーを中心とした「演劇集団 ユニットR」が結成された。また、「理生さんを偲ぶ会」主催の「岸田理生アバンギャルドフェスティバル（リオフェス）」が、2007年（平成19年）より毎年6月から7月にこまばアゴラ劇場などで開催されている。

## 主な上演作品
1977年
墜ちる男
1978年
捨子物語
1979年
臘月記
1980年
夢の浮橋
1982年
ハノーヴァの肉屋（和田喜夫演出）
1984年
宵待草
糸地獄
夢の浮橋
吸血鬼
1985年
恋
1988年
終の栖・仮の宿
料理人
1990年
猫とカナリア（無門館プロデュース）
1991年
メディア・マシーン（鈴木絢士演出）
WALTZ
1992年
隠れ家
1993年
四重奏 - カルテット
1994年
花（湘南台市民シタアー）
鳥よ鳥よ 青い鳥よ
恋其之四
1995年
身毒丸（蜷川幸雄演出）
1997年
男たちのできごと（STスポット）
愛を巡る神話（李ウォンジュン共同演出）
リア（オン・ケンセン (Ong Keng Sen) 演出）
1999年
ディズデモーナ（オン・ケンセン演出）
草迷宮（蜷川幸雄演出）
迷児の天使
2000年
ディズデモーナ（福岡アジア美術館）
永遠 PARTⅠ（山本健翔演出、演劇集団 円）
2001年
ソラ ハヌル ランギット
永遠 PARTⅡ
上記の出典は「岸田理生略歴」による。

## 映画脚本
- 『1999年の夏休み』（松竹） 1988

## オリジナルビデオ監督
- 実相寺昭雄の不思議館（バンダイビジュアル） 1992
  - 『喰う女』
  - 『できごと…』

## 著作
- 『臘月記 戯曲集』（出帆新社） 1982
- 『糸地獄 第二戯曲集』（出版新社） 1984
- 『私の吸血学』（白水社） 1985
- 『忘れな草 ベデキント「ルル」による』（而立書房） 1986.9
- 『最後の子』（光風社出版） 1986、のち角川ホラー文庫
- 『幻想遊戯 演劇エッセイ集』（而立書房） 1987
- 『水妖記』（光風社出版） 1988、のち角川ホラー文庫
- 『恋 3部作』（而立書房） 1992
- 『1999年の夏休み』（角川ルビー文庫） 1992
- 『身毒丸・草迷宮 戯曲集』（劇書房） 1997
- 『終の栖・仮の宿 川島芳子伝』（而立書房） 2002
- 『岸田理生戯曲集』（而立書房） 2004

1. 「捨子物語」
2. 「糸地獄」
3. 「鳥よ鳥よ青い鳥よ」

## 翻訳
- 『窓の下で』（ケイト・グリーナウェイ、新書館） 1976
- 『マリーゴールド・ガーデン』（ケイト・グリーナウェイ、新書館） 1976
- 『アニーのにじ』（ロン・ブルックス、偕成社） 1979
- 『ウンディーネ』（フリードリヒ・ド・ラ・モット・フーケ、新書館） 1980
- 『おしろいとスカート』（アーサー・クィラ・クーチ編、新書館） 1980
- 『ロザニー姫と浮気な王子さま』（アーサー・クィラ・クーチ、新書館） 1981
- 『十二人の踊る姫君』（アーサー・クィラ・クーチ、新書館） 1994